# فا تات لوانگ
فا تات لوانگ (لائو: ທາດຫຼວງ or ພຣະທາດຫລວງ; تلفظ‌شده به صورت [pʰā.tʰâ:t lǔa̯ŋ] «استوپای بزرگ») یک استوپای بزرگ و پوشیده از طلا در مرکز شهر وینتیان، پایتخت لائوس است. از زمان تأسیس اولیه آن، که گفته می‌شود در قرن سوم میلادی بوده است، این استوپا چندین بار بازسازی شده است، از جمله در دهه ۱۹۳۰، به دلیل تهاجمات خارجی به منطقه. این بنا به‌طور کلی به عنوان مهم‌ترین یادمان ملی لائوس و همچنین یک نماد ملی شناخته می‌شود.